# Orcuttia tenuis
Orcuttia tenuis är en gräsart som beskrevs av Albert Spear Hitchcock. Orcuttia tenuis ingår i släktet Orcuttia och familjen gräs. Inga underarter finns listade i Catalogue of Life.

## Bildgalleri

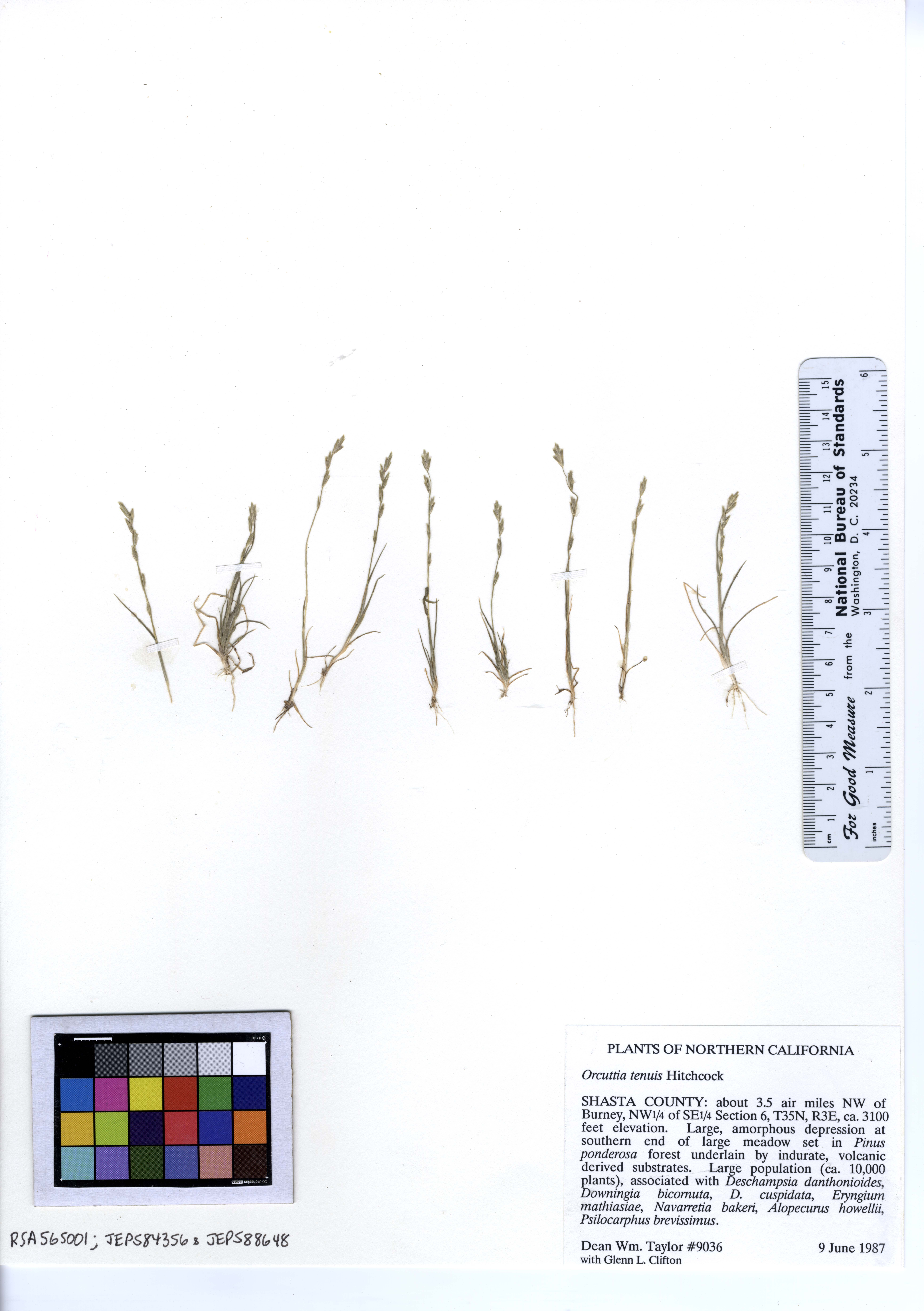
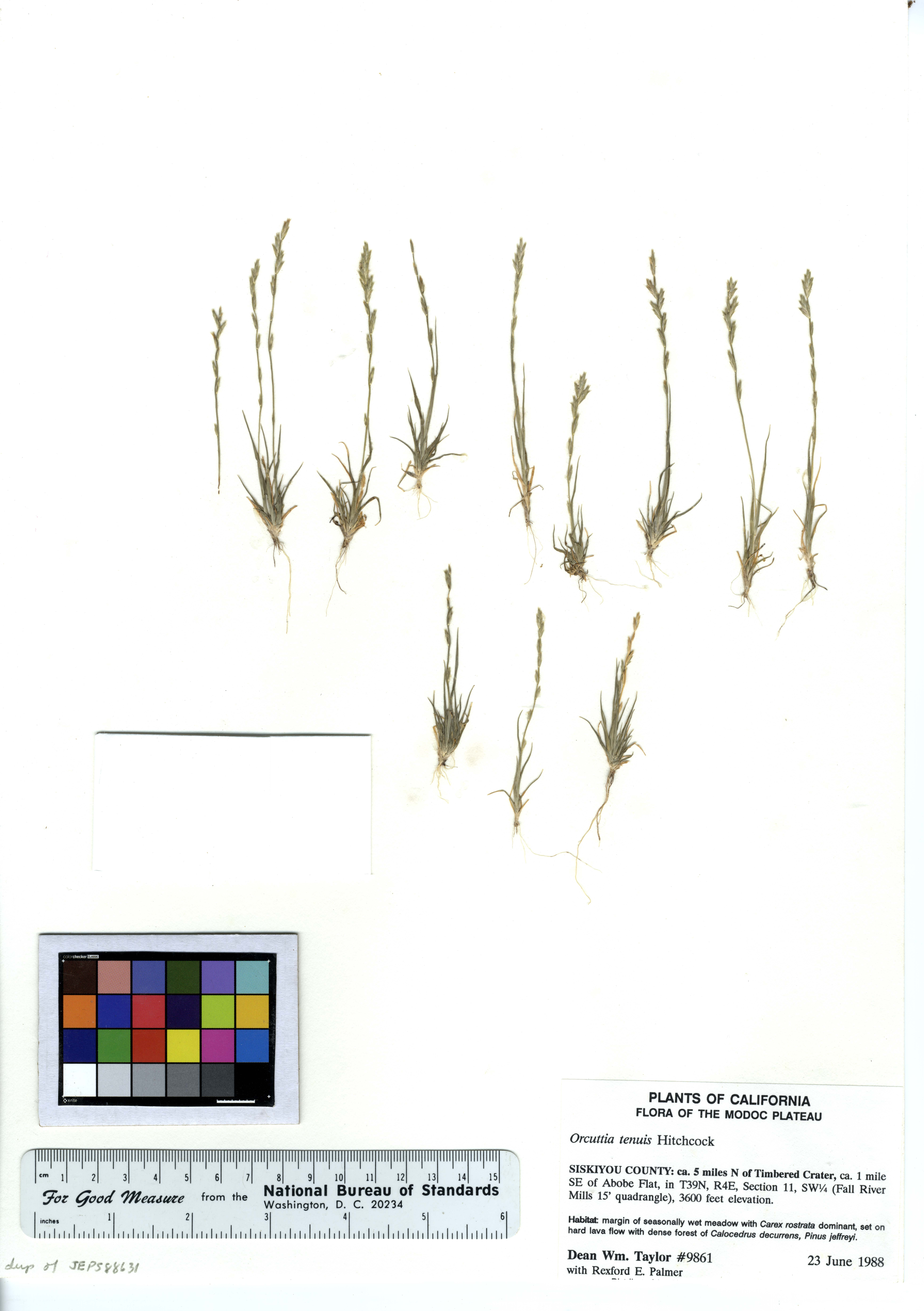